# Liste der Baudenkmäler in Erlangen/B
Diese Liste ist eine Teilliste der Liste der Baudenkmäler in Erlangen. Grundlage der Liste ist die Bayerische Denkmalliste, die auf Basis des bayerischen Denkmalschutzgesetzes vom 1. Oktober 1973 erstmals erstellt wurde und seither durch das Bayerische Landesamt für Denkmalpflege geführt und aktualisiert wird. Die folgenden Angaben ersetzen nicht die rechtsverbindliche Auskunft der Denkmalschutzbehörde.
Dieser Teil der Liste beschreibt die denkmalgeschützten Objekte an folgenden Straßen:
- Bahnhofplatz
- Bayreuther Straße
- Bismarckstraße
- Bohlenplatz
- Buchenweg
- Burgbergstraße

## Bahnhofplatz
| Lage                      | Objekt                                                     | Beschreibung | Akten-Nr.              | Bild                                                       |
| ------------------------- | ---------------------------------------------------------- | --- | ---------------------- | ---------------------------------------------------------- |
| Bahnhofplatz 1 (Standort) | Bahnhof Erlangen, Empfangsgebäude                          | Sandsteinquaderbau, 1843/44 und um 1867/70, Eingang modern                                                                        | D-5-62-000-40 Wikidata | weitere Bilder                                             |
| Bahnhofplatz 2 (Standort) | Ehemaliges Schulhaus der französisch-reformierten Gemeinde | Zweigeschossiger Walmdach-Eckbau, Erdgeschoss Sandsteinquader um 1723, Obergeschoss um 1750 Quadermauer bis zum Hugenottenplatz 2 | D-5-62-000-41 Wikidata | Ehemaliges Schulhaus der französisch-reformierten Gemeinde |
| Bahnhofplatz 3 (Standort) | Evangelisch-reformiertes Pfarrhaus                         | Zweigeschossiger Walmdach-Eckbau, um 1723, aufgestockt um 1750; mit Ausstattung; Quadermauer bis Hugenottenplatz 2                | D-5-62-000-42 Wikidata | Evangelisch-reformiertes Pfarrhaus                         |

## Bayreuther Straße
| Lage | Objekt                                                  | Beschreibung | Akten-Nr.               | Bild                                                    |
| --- | ------------------------------------------------------- | --- | ----------------------- | ------------------------------------------------------- |
| Bayreuther Straße (Standort)                                                                                                  | Burgbergkapelle                                         | 15. Jahrhundert; mit Mauereinfassung und Steinbank; mit Ausstattung | D-5-62-000-62 Wikidata  | weitere Bilder                                          |
| Bayreuther Straße (Standort)                                                                                                  | Kanaldenkmal, Bestandteil des Ludwig-Donau-Main-Kanals  | Nach Entwurf von Leo von Klenze, Figuren von Ludwig von Schwanthaler, 1846 | D-5-62-000-65 Wikidata  | weitere Bilder                                          |
| Bayreuther Straße (Standort)                                                                                                  | Burgbergtunnel                                          | Ältester Bahntunnel Bayerns, 1842/44, Nord- und Südeinfahrt mit Steinfiguren, von Johann von Halbig                                                                                | D-5-62-000-66 Wikidata  | weitere Bilder                                          |
| Bayreuther Straße (Standort)                                                                                                  | Eisenbahnbrücke über die Schwabach                      | Dreibogiger Sandsteinquaderbau, um 1841/44 | D-5-62-000-67 Wikidata  | weitere Bilder                                          |
| Bayreuther Straße, im Westen des Burgberges über dem Eisenbahntunnel, zwischen Bayreuther Straße und Böttigersteig (Standort) | Schunck’scher Garten                                    | Gartenanlage mit Brunnenanlagen bzw. Quellfassung, Gartenzugängen mit Torpfeilern, zweigeschossigem Gartenhaus, bezeichnet „1797“                                                  | D-5-62-000-934 Wikidata | weitere Bilder                                          |
| Bayreuther Straße 1 (Standort)                                                                                                | Wohnhaus                                                | Dreigeschossiger Traufseitbau, Untergeschoss Sandsteinquader, 1763 | D-5-62-000-44 Wikidata  | Wohnhaus                                                |
| Bayreuther Straße 2 (Standort)                                                                                                | Wohn- und Geschäftshaus                                 | Zweigeschossiger Sandsteinquaderbau, erste Hälfte 18. Jahrhundert | D-5-62-000-45 Wikidata  | Wohn- und Geschäftshaus                                 |
| Bayreuther Straße 4 (Standort)                                                                                                | Kleinhaus                                               | 18. Jahrhundert | D-5-62-000-46 Wikidata  | Kleinhaus                                               |
| Bayreuther Straße 7 (Standort)                                                                                                | Wohnhaus                                                | Zweigeschossiger Sandsteinquaderbau, Mitte 19. Jahrhundert | D-5-62-000-47 Wikidata  | Wohnhaus                                                |
| Bayreuther Straße 10 (Standort)                                                                                               | Wohnhaus                                                | Zweigeschossiger Sandsteinquaderbau, um 1750 | D-5-62-000-49 Wikidata  | Wohnhaus                                                |
| Bayreuther Straße 12 (Standort)                                                                                               | Wohnhaus                                                | Zweigeschossig, Obergeschoss Fachwerk verputzt, um 1710/20 | D-5-62-000-50 Wikidata  | Wohnhaus                                                |
| Bayreuther Straße 14 (Standort)                                                                                               | Wohnhaus                                                | Zweigeschossiger Putzbau, 18. Jahrhundert | D-5-62-000-51 Wikidata  | Wohnhaus                                                |
| Bayreuther Straße 16 (Standort)                                                                                               | Wohnhaus                                                | Zweigeschossig, Obergeschoss Fachwerk verputzt, um 1710/20; im Hof zugehöriges Nebengebäude, 1927 als Gartenhaus aufgestockt                                                       | D-5-62-000-52 Wikidata  | Wohnhaus                                                |
| Bayreuther Straße 17, 17 a (Standort)                                                                                         | Mietwohnhaus                                            | dreigeschossiger repräsentativer Eckbau in freistehender Lage, mit Sandsteingliederung, Sandsteinerker und abgewalmtem Dach, Zwerchhäuser, Gaube und Ecktürmchen in Fachwerk, 1897 | D-5-62-000-53           | Mietwohnhaus                                            |
| Bayreuther Straße 18 (Standort)                                                                                               | Wohnhaus                                                | Erdgeschoss Quader, Obergeschoss Fachwerk verputzt, Anfang 18. Jahrhundert | D-5-62-000-55 Wikidata  | Wohnhaus                                                |
| Bayreuther Straße 20 (Standort)                                                                                               | Wohnhaus                                                | Zweigeschossig, Erdgeschoss Quader, Obergeschoss Fachwerk verputzt, Anfang 18. Jahrhundert                                                                                         | D-5-62-000-56 Wikidata  | Wohnhaus                                                |
| Bayreuther Straße 22 (Standort)                                                                                               | Stadtfischerhaus                                        | Zweigeschossiger Putzbau, um 1720/25 | D-5-62-000-57 Wikidata  | Stadtfischerhaus                                        |
| Bayreuther Straße 26 (Standort)                                                                                               | Wohnhaus                                                | Zweigeschossiger Putzbau, Ende 19. Jahrhundert | D-5-62-000-58 Wikidata  | Wohnhaus                                                |
| Bayreuther Straße 28 (Standort)                                                                                               | Wohnhaus                                                | Erdgeschossiges Doppelhaus mit zwei Zwerchhäusern, um 1870 Vorgartenstützmauer, 1874                                                                                               | D-5-62-000-930 Wikidata | Wohnhaus                                                |
| Bayreuther Straße 30 (Standort)                                                                                               | Wohnhaus                                                | Zweigeschossiges freistehendes Wohnhaus, Sandsteinquader, um 1874 | D-5-62-000-59 Wikidata  | Wohnhaus                                                |
| Bayreuther Straße 32 (Standort)                                                                                               | Wohnhaus                                                | Zweigeschossiges freistehendes Vorstadthaus, Sandsteinquader, um 1870 | D-5-62-000-931 Wikidata | Wohnhaus                                                |
| Bayreuther Straße 33 (Standort)                                                                                               | Ehemaliges Gasthaus Preußischer Adler, jetzt Fischküche | Zweigeschossiger Sandsteinquaderbau, 1756 | D-5-62-000-60 Wikidata  | Ehemaliges Gasthaus Preußischer Adler, jetzt Fischküche |
| Bayreuther Straße 35 (Standort)                                                                                               | Wohnhaus                                                | Zweigeschossiger Mansarddachbau, Ende 19. Jahrhundert | D-5-62-000-61 Wikidata  | Wohnhaus                                                |
| Bayreuther Straße 39 (Standort)                                                                                               | Wohnhaus                                                | Freistehendes Vorstadthaus, zweigeschossiger Sandsteinquaderbau, nach Plan von 1867                                                                                                | D-5-62-000-63 Wikidata  | Wohnhaus                                                |
| Bayreuther Straße 41 (Standort)                                                                                               | Ehemaliges Johanneum                                    | Freistehendes Vorstadthaus, im Kern Sandsteinquaderbau um 1880, 1921 nach Planung von Wolfgang Steidel und Heinrich Gehring neuklassizistisch umgebaut                             | D-5-62-000-932 Wikidata | Ehemaliges Johanneum                                    |
| Bayreuther Straße 42 (Standort)                                                                                               | Ehemaliges Siechenhaus                                  | Kleinhaus, wohl 17. Jahrhundert | D-5-62-000-64 Wikidata  | Ehemaliges Siechenhaus                                  |

## Bismarckstraße
| Lage                             | Objekt                         | Beschreibung | Akten-Nr.                | Bild           |
| -------------------------------- | ------------------------------ | --- | ------------------------ | -------------- |
| Bismarckstraße 3 (Standort)      | Mietshaus                      | Dreigeschossiger, einseitig abgewalmter Ziegelbau mit Sandsteingliederung in Ecklage, Neorenaissance, spätes 19. Jahrhundert Mit Toreinfahrt, gleichzeitig; vgl. auch Schillerstraße 2 | D-5-62-000-70 Wikidata   | Mietshaus      |
| Bismarckstraße 4 (Standort)      | Wohn- und späteres Vereinshaus | Zweigeschossiger Traufseitbau mit abgewalmten Satteldach und Zwerchhaus, zweiflügeliges Ornament-Haustor, 1876, Abseite 1895 Einfriedung, Eisenzaun mit Ornamentstäben, 1876           | D-5-62-000-1092 Wikidata | BW             |
| Bismarckstraße 5 (Standort)      | Mietshaus                      | Dreigeschossiger Ziegelbau mit Walmdach, Sandsteingliederung und Zwerchhaus, Neorenaissance, bezeichnet „1893“                                                                         | D-5-62-000-71 Wikidata   | weitere Bilder |
| Bismarckstraße 7 (Standort)      | Mietshaus                      | Zweigeschossiger Ziegelbau mit Mansardwalmdach, Sandsteingliederung und Zwerchhauserker, Neorenaissance, bezeichnet „1891“ Mit Torpfeiler und Einfriedung, gleichzeitig                | D-5-62-000-72 Wikidata   | Mietshaus      |
| Bismarckstraße 9 (Standort)      | Mietshaus                      | Dreigeschossiger, einseitig abgewalmter Ziegelbau mit Sandsteingliederung und Eckerkern, Erdgeschoss mit Putzquaderung, Neorenaissance, um 1892                                        | D-5-62-000-73 Wikidata   | Mietshaus      |
| Bismarckstraße 13 (Standort)     | Mietshaus                      | Dreigeschossiger, verputzter Satteldachbau in Ecklage, mit Fassadendekor des Jugendstils, Eckbalkonen und Mohrenfigur des 18. Jahrhunderts, im Kern 1890, Fassadendekor 1907           | D-5-62-000-74 Wikidata   | weitere Bilder |
| Bismarckstraße 14 (Standort)     | Mietshaus                      | Dreigeschossiger, verputzter Walmdachbau in Ecklage, mit Zwerchhauserker, Neorenaissance, 1892 Mit anteiliger Einfriedung                                                              | D-5-62-000-75 Wikidata   | Mietshaus      |
| Bismarckstraße 15 (Standort)     | Mietshaus                      | Dreigeschossiger Ziegelbau mit Satteldach und Hausteingliederung, Erdgeschoss mit Putzquaderung, Neorenaissance, 1892                                                                  | D-5-62-000-76 Wikidata   | weitere Bilder |
| Bismarckstraße 17 (Standort)     | Mietshaus                      | Dreigeschossiger, verputzter Satteldachbau mit Neorenaissancegliederung, um 1892 | D-5-62-000-77 Wikidata   | Mietshaus      |
| Bismarckstraße 18 (Standort)     | Mietshaus                      | Kleiner, eingeschossiger Massivbau mit Satteldach, verputzt, historistisch, um 1900 | D-5-62-000-78 Wikidata   | Mietshaus      |
| Bismarckstraße 19, 21 (Standort) | Mietshaus                      | Doppelhaus, dreigeschossiger, U-förmiger Walm- bzw. Satteldachbau, verputzt, mit Neorenaissancegliederung, um 1895                                                                     | D-5-62-000-79 Wikidata   | weitere Bilder |
| Bismarckstraße 24 (Standort)     | Mietshaus                      | Viergeschossiger, verputzter Satteldachbau mit Loggien und Zwerchhaus, in Formen des Jugendstils, 1905                                                                                 | D-5-62-000-81 Wikidata   | Mietshaus      |
| Bismarckstraße 26 (Standort)     | Mietshaus                      | Dreigeschossiger, einseitig abgewalmter Massivbau, Obergeschosse Ziegelmauerwerk mit Hausteingliederung, Neorenaissance, um 1892                                                       | D-5-62-000-82 Wikidata   | Mietshaus      |
| Bismarckstraße 26 a (Standort)   | Mietshaus                      | Neurenaissance, um 1900 | D-5-62-000-80 Wikidata   | Mietshaus      |
| Bismarckstraße 28 (Standort)     | Mietshaus                      | Dreigeschossiger Satteldachbau in Ecklage, Obergeschosse Ziegelmauerwerk mit Sandsteingliederung und Eckerkern, in Fomen der Neorenaissance, 1892                                      | D-5-62-000-83 Wikidata   | Mietshaus      |
| Bismarckstraße 30 (Standort)     | Mietshaus                      | Dreigeschossiger Ziegelbau in Ecklage, mit Satteldach, Sandsteingliederung und Eckerker, Neorenaissance, 1892                                                                          | D-5-62-000-84 Wikidata   | weitere Bilder |
| Bismarckstraße 30 a (Standort)   | Mietshaus                      | Viergeschossiger Satteldachbau, Obergeschosse Ziegelmauerwerk mit Sandsteingliederung, Erdgeschoss Sandsteinquader, Neorenaissance, 1897                                               | D-5-62-000-85 Wikidata   | weitere Bilder |
| Bismarckstraße 32 (Standort)     | Mietshaus                      | Viergeschossiger Satteldachbau in Ecklage, Obergeschosse Ziegelmauerwerk mit Sandsteingliederung und Eckerkern, Erdgeschoss Sandsteinquader, Neorenaissance, bezeichnet „1897“         | D-5-62-000-86 Wikidata   | Mietshaus      |
| Bismarckstraße 34, 36 (Standort) | Mietshaus                      | Doppelhaus, dreigeschossiger, verputzter Satteldachbau mit Neorenaissancegliederung und nördlichem Anbau, um 1900/1910                                                                 | D-5-62-000-87 Wikidata   | Mietshaus      |

## Bohlenplatz
| Lage                          | Objekt                                                       | Beschreibung | Akten-Nr.                | Bild                            |
| ----------------------------- | ------------------------------------------------------------ | --- | ------------------------ | ------------------------------- |
| Bohlenplatz 1 (Standort)      | Ehemalige deutsch-reformierte Kirche, seit 1953 Gemeindehaus | Sandsteinquaderbau mit Walmdach, gekehlten Ecken, Pilastergliederung und südlichem Turmvorbau, wohl nach Plänen von Wenzel Perner, 1728–34                           | D-5-62-000-89 Wikidata   | weitere Bilder                  |
| Bohlenplatz 2 (Standort)      | Bürgerhaus                                                   | Zweigeschossiger, verputzter Mansarddachbau, im Kern 1739, Dachwerk 19. Jahrhundert                                                                                  | D-5-62-000-90 Wikidata   | Bürgerhaus                      |
| Bohlenplatz 4 (Standort)      | Ehemaliges Gasthaus Drei Rosen                               | Zweigeschossiger, L-förmiger Sandsteinquaderbau in Ecklage mit Walmdach und verputztem Obergeschoss, Nordflügel mit Satteldach, bezeichnet „1729“ und „1731“         | D-5-62-000-91 Wikidata   | Ehemaliges Gasthaus Drei Rosen  |
| Bohlenplatz 6 (Standort)      | Bürgerhaus                                                   | Zweigeschossiger, traufständiger Sandsteinquaderbau mit Satteldach, 1731                                                                                             | D-5-62-000-92 Wikidata   | Bürgerhaus                      |
| Bohlenplatz 7 (Standort)      | Mietshaus                                                    | Viergeschossiger, traufständiger Satteldachbau mit Erker, Zwerchhaus und Putz mit Jugendstildekor, 1907                                                              | D-5-62-000-1028 Wikidata | Mietshaus                       |
| Bohlenplatz 14, 15 (Standort) | Bürgerhaus                                                   | Doppelwohnhaus, zweigeschossiger Sandsteinquaderbau mit Walmdach, Erdgeschoss 1798, Obergeschosse vor 1829                                                           | D-5-62-000-93 Wikidata   | Bürgerhaus                      |
| Bohlenplatz 21 (Standort)     | Villa                                                        | Zweigeschossiger Sandsteinquaderbau mit flachem Walmdach und Lisenengliederung, 1858                                                                                 | D-5-62-000-95 Wikidata   | Villa                           |
| Bohlenplatz 22 (Standort)     | Ehemaliges Gasthaus Weißes Lamm                              | Zweigeschossiger Sandsteinquaderbau in Ecklage, mit Mansardwalmdach, Pilastergliederung und geohrten Fensterrahmungen, Erdgeschoss 1757, Obergeschoss erneuert, 1912 | D-5-62-000-96 Wikidata   | Ehemaliges Gasthaus Weißes Lamm |
| Bohlenplatz 23 (Standort)     | Bürgerhaus                                                   | Zweigeschossiger Sandsteinquaderbau mit Satteldach und geohrten Fensterrahmungen, bezeichnet „1762“                                                                  | D-5-62-000-97 Wikidata   | Bürgerhaus                      |
| Bohlenplatz 25 (Standort)     | Bürgerhaus                                                   | Zweigeschossiger, L-fömriger Sandsteinquaderbau mit Walmdach in Ecklage, Südflügel mit Satteldach, 1831                                                              | D-5-62-000-98 Wikidata   | Bürgerhaus                      |

## Buchenweg
| Lage                    | Objekt   | Beschreibung | Akten-Nr.               | Bild     |
| ----------------------- | -------- | --- | ----------------------- | -------- |
| Buchenweg 11 (Standort) | Wohnhaus | Mit Fachwerkobergeschoss und Kellergeschoss, Heimatstil, 1937 nach Plan von Regierungsbaumeister Eberhard Braun (Terrassenanlage 1967) | D-5-62-000-933 Wikidata | Wohnhaus |

## Burgbergstraße
| Lage                           | Objekt                                                                    | Beschreibung | Akten-Nr.               | Bild                                                                      |
| ------------------------------ | ------------------------------------------------------------------------- | --- | ----------------------- | ------------------------------------------------------------------------- |
| Burgbergstraße (Standort)      | Gartenhaus                                                                | Zweigeschossiger historistischer Fachwerkbau mit Ziegelausfachung, um 1890/1900 | D-5-62-000-936 Wikidata | weitere Bilder                                                            |
| Burgbergstraße 30 ()           | Einfamilienhaus                                                           | eingeschossiger, verputzter Massivbau mit Mansard-Pyramidendach und Fußwalm sowie Schlepp- und Fledermausgauben, auf Natursteinsockel, von K. Himmel, 1911/12. | D-5-62-000-1468         |                                                                           |
| Burgbergstraße 43 (Standort)   | Villa                                                                     | Im Fachwerkstil, um 1900 | D-5-62-000-939 Wikidata | Villa                                                                     |
| Burgbergstraße 55 (Standort)   | Holzhaus                                                                  | Zweigeschossig, 1933 erbaut nach Planung von Julius Lincke und Eberhard Braun | D-5-62-000-938 Wikidata | Holzhaus                                                                  |
| Burgbergstraße 65 (Standort)   | Eingangsbauwerk des Hochreservoirs auf dem Burgberg                       | 1890 technische Planung von Ingenieur Robert Hummel, Neurenaissancebau, bezeichnet „1891“ | D-5-62-000-997 Wikidata | Eingangsbauwerk des Hochreservoirs auf dem Burgberg                       |
| Burgbergstraße 70 (Standort)   | Villa in Gartengrundstück, heute Bayerische Landesanstalt für Bienenzucht | Zweigeschossiger barockisierender Mansarddachbau, 1936 nach Planung von Rudolf Nein; zugehörig gleichzeitiger ehemaliger Garagenbau, erdgeschossig mit Halbwalmdach; im Gelände außerdem kleiner Sandsteinquaderbau mit Satteldach, 18./19. Jahrhundert Brunnen, 18./19. Jahrhundert Blockhaus, um 1925/28 Gartenfiguren | D-5-62-000-983 Wikidata | Villa in Gartengrundstück, heute Bayerische Landesanstalt für Bienenzucht |
| Burgbergstraße 88 (Standort)   | Wasserhochbehälter                                                        | runder Betonbau mit flachem Kegel- und Kuppeldach und Wellfaserzementverkleidung, südlich Treppenhaus- und Technikanbau, dreigeschossiger Stahlbeton- und Ziegelsteinbau mit flachem Walmdach, Ausführung durch Grün und Bilfinger-Baßler, 1957/58                                                                       | D-5-62-000-1087         | Wasserhochbehälter                                                        |
| Burgbergstraße 90 (Standort)   | Wasserturm auf dem Burgberg                                               | Quaderbau in historisierenden Formen, 1905 von Stadtbaurat Franz Kreuter | D-5-62-000-100 Wikidata | weitere Bilder                                                            |
| Burgbergstraße 92 a (Standort) | Platenhäuschen, Gartenhaus                                                | Wohl aus der zweiten Hälfte des 18. Jahrhunderts, Quader-Sockelgeschoss, darüber Fachwerk verputzt, Anbau 19. Jahrhundert | D-5-62-000-99 Wikidata  | weitere Bilder                                                            |
| Burgbergstraße 106 (Standort)  | Schweizerhaus                                                             | Villa im Schweizerhausstil, Holzsägearbeiten und Gusseisenveranda, Ende 19. Jahrhundert | D-5-62-000-940 Wikidata | weitere Bilder                                                            |

## Ehemalige Baudenkmäler
In diesem Abschnitt sind Objekte aufgeführt, die früher einmal in der Denkmalliste eingetragen waren, jetzt aber nicht mehr. Objekte, die in anderem Zusammenhang also z. B. als Teil eines Baudenkmals weiter eingetragen sind, sollen hier nicht aufgeführt werden. Aktennummern in diesem Abschnitt sind ehemalige, jetzt nicht mehr gültige Aktennummern.

| Lage                       | Objekt                        | Beschreibung                                        | Akten-Nr.              | Bild                          |
| -------------------------- | ----------------------------- | --------------------------------------------------- | ---------------------- | ----------------------------- |
| Bahnhofplatz 4 (Standort)  | Ehemaliges Hotel Erlanger Hof | Viergeschossiger Backsteinbau, Neurenaissance, 1897 | D-5-62-000-43 Wikidata | Ehemaliges Hotel Erlanger Hof |
| Bergstraße 2, 4 (Standort) | Türrahmung                    | Sandstein, erste Hälfte 18. Jahrhundert             | D-5-62-000-68 Wikidata | Türrahmung                    |

## Abgegangene Baudenkmäler
In diesem Abschnitt sind Objekte aufgeführt, die früher einmal in der Denkmalliste eingetragen waren, jetzt aber nicht mehr existieren, z. B. weil sie abgebrochen wurden. Aktennummern in diesem Abschnitt sind ehemalige, jetzt nicht mehr gültige Aktennummern.

| Lage                           | Objekt                 | Beschreibung           | Akten-Nr.              | Bild |
| ------------------------------ | ---------------------- | ---------------------- | ---------------------- | ---- |
| Bayreuther Straße 8 (Standort) | Kleinhaus mit Walmdach | Frühes 18. Jahrhundert | D-5-62-000-48 Wikidata | BW   |